# Distrikt Recuay
Der Distrikt Recuay liegt in der Provinz Recuay in der Region Ancash im zentralen Westen von Peru. Der Distrikt wurde am 25. Juli 1857 gegründet. Er hat eine Fläche von 142,96 km². Beim Zensus 2017 wurden 4406 Einwohner gezählt. Im Jahr 1993 lag die Einwohnerzahl bei 6050, im Jahr 2007 bei 5015. Verwaltungssitz des Distriktes ist die 3394 m hoch gelegene Provinzhauptstadt Recuay mit 2395 Einwohnern (Stand 2017). Im Distrikt befindet sich der archäologische Fundplatz Choquerecuay.

## Geographische Lage
Der Distrikt Recuay liegt im zentralen Norden der Provinz Recuay. Er umfasst einen etwa 7 km langen Talabschnitt im Süden des Hochtals Callejón de Huaylas, welches vom Fluss Río Santa in nördlicher Richtung durchflossen wird. Im Süden verläuft die Quebrada Anas Cancha, im Norden der Río Olleros (auch Río Negro). Der Distrikt reicht etwa 14,5 km nach Osten bis zur Cordillera Blanca, die einen teils vergletscherten Abschnitt der peruanischen Westkordillere bildet. Nach Westen reicht der Distrikt etwa 9 km bis zur Wasserscheide der Cordillera Negra.
Der Distrikt Recuay grenzt im Norden an den Distrikt Olleros (Provinz Huaraz), im Süden an den Distrikt Ticapampa, im Westen an den Distrikt Aija (Provinz Aija) sowie im Nordwesten an den Distrikt Huaraz (Provinz Huaraz).